# 钱德拉科纳
钱德拉科纳（Chandrakona），是印度西孟加拉邦Medinipur县的一个城镇。总人口20400（2001年）。

## 人口
该地2001年总人口20400人，其中男性10472人，女性9928人；0—6岁人口2761人，其中男1435人，女1326人；识字率65.83%，其中男性为73.13%，女性为58.13%。